# Хантер (Њујорк)
Хантер (енгл. Hunter) град је у америчкој савезној држави Њујорк.

## Демографија
По попису из 2010. године број становника је 502, што је 12 (2,4%) становника више него 2000. године.
| Група             | 2000.       | 2010.       |
| Белци             | 474 (96,7%) | 453 (90,2%) |
| Афроамериканци    | 2 (0,4%)    | 2 (0,4%)    |
| Азијати           | 1 (0,2%)    | 12 (2,4%)   |
| Хиспаноамериканци | 10 (2,0%)   | 27 (5,4%)   |
| Укупно            | 490         | 502         |